# Локомотив (хоккейный клуб, Ярославль)
«Локомотив» — российский профессиональный хоккейный клуб из города Ярославля.
Вначале команда выступала на первенствах города и области, а в сезоне 1959/60 был сформирован клуб, который был заявлен участником первенства РСФСР (вторая группа). С 1987 года начал выступать в высших чемпионатах СССР / СНГ / России, с 2008 года является членом Континентальной хоккейной лиги. Обладатель Кубка Гагарина 2025 года.

## История
Команды представляющие Ярославскую область, Ярославль в чемпионатах страны и других соревнованиях:
- «Локомотив» (1949—1955)
- «Спартак» (1955—1956)
- «Химик» (1956—1957)
- «ХК ЯМЗ» (1959—1963)
- «Труд» (1963—1964)
- «Мотор» (1964—1965)
- «Торпедо» (1965—2000)
- «Локомотив» (с 2000)

### Появление хоккея в Ярославле (1949—1965)
Первым хоккейным матчем в Ярославской области считается встреча ярославских «Химика» и «Спартака» на катке спортивного общества «Химик», состоявшаяся в марте 1949 года, тогда хозяева одержали победу со счётом 6:2.
В сезоне 1949/50 Олегом Поповым, окончившим курсы тренеров, была создана хоккейная команда железнодорожников «Локомотив», участвовавшая в первенстве РСФСР в северной зоне. Первый её матч состоялся 8 января 1950 года с командой «Спартак» из Калинина; ярославцы уступили со счётом 1:6. В следующем сезоне «Локомотив» также выступал в первенстве РСФСР, но не достиг успехов и был расформирован.
В сезоне 1955/56 на первенстве РСФСР Ярославскую область представлял «Спартак», занявший четвёртое место в турнирной таблице из шести. «Спартак» в этом сезоне участвовал и в Кубке СССР, проиграв в 1/16 финала во Владимире местному «Торпедо» со счётом 2:3.
В следующем сезоне 1956/57 Ярославскую область на первенстве РСФСР представляла уже команда Ярославского шинного завода «Химик», занявшая предпоследнее место в своей территориальной зоне.
В сезоне 1959/60 Ярославскую область в первенстве РСФСР (вторая группа) представляла команда Ярославского моторного завода — «ЯМЗ». Она заняла шестое (предпоследнее) место в зоне. В следующем сезоне 1960/61 «ЯМЗ» был уже на четвёртом месте (из девяти). В том сезоне ярославцы приняли участие в Спартакиаде народов РСФСР, пройдя только одну команду. В сезоне 1961/62 они заняли пятое место в зоне, а в сезоне 1962/63 — третье.
В сезоне 1963/64 команда моторного завода получила название «Труд» и стала выступать в первой группе первенства РСФСР, где заняла седьмое место в группе. В сезоне 1964/65 команда выступала под названием «Мотор» и заняла пятое место.

### Путь в Высшую лигу (1965—1987)

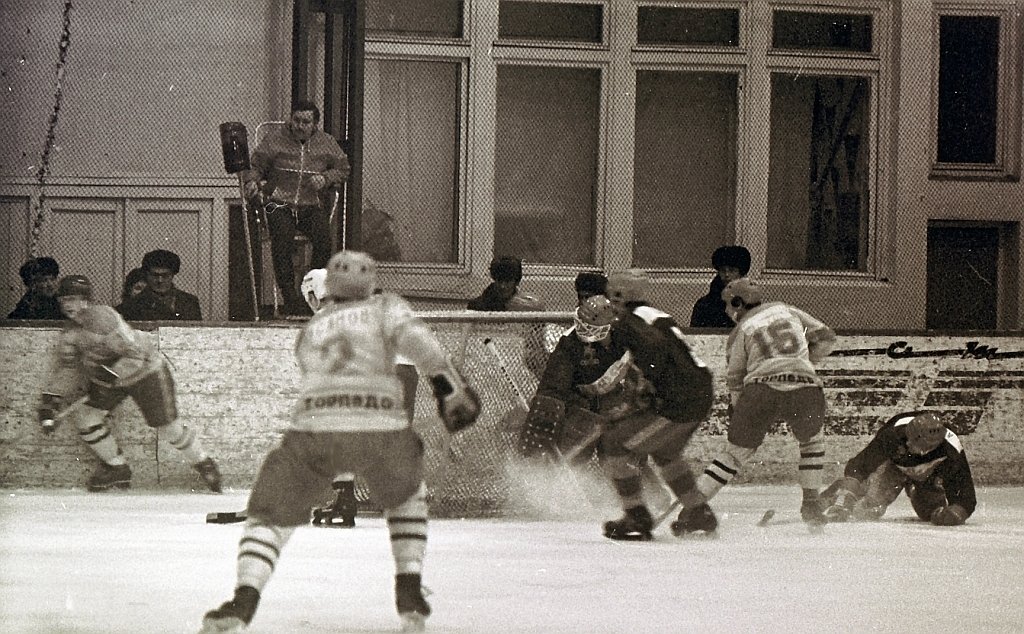
Ярославские хоккеисты в матче с уфимскими, 1983 год

В сезоне 1965/66 команда была переименована в «Торпедо», а в Ярославле построили новый хоккейный стадион — хоккейный корт моторного завода. Ярославцам под руководством Б. Т. Кушталова, возглавлявшего команду в 1965—1971 годах, удалось занять второе место в классе «Б», первое место в полуфинальном турнире и четвёртое место в финальном. Была проведена первая международная встреча со сборной командой польских профсоюзов, завершившаяся со счётом 3:5.
В сезоне 1966/67 во Дворце спорта появился искусственный лёд. «Торпедо» заняло первое место в зоне, а затем и в полуфинальном турнире. В финале ярославская команда стала второй, что принесло ей серебряные награды чемпионата РСФСР, а также дало право выступать в классе «А», в Третьей группе, которая вскоре была переименована во Вторую лигу. Также в этом сезоне «Торпедо» одержало победу в международном матче над сборной клубов Берлина и Ростока со счётом 9:5. В марте 1967 года ярославцы участвовали под флагом сборной города вне зачёта в неофициальном чемпионате Европы среди юниоров (до 19 лет) в Ярославле.
В сезоне 1968/69 «Торпедо» заняло первое место во Второй лиге и вышло в Первую лигу. Однако в следующем сезоне команда занимала только 9-е место из 12 и спустилась обратно во Вторую лигу, в которой после этого играла 13 лет. Наиболее успешными за эти годы были сезоны 1971/72, 1972/73, 1974/75, когда ярославцы занимали второе место и 1978/79, когда они оказались на третьем месте. Наименее успешными были сезоны 1976/77 и 1979/80, когда «Торпедо» оказывалось на предпоследних местах.
В 1980—1996 годах (с перерывом в 1990—1992 годах) командой руководил Сергей Алексеевич Николаев. Под его управлением «Торпедо» в сезоне 1980/81 заняло 9-е место, в сезоне 1981/82 — 3-е, а в сезоне 1982/83 — 1-е, после чего ярославцы стали вторыми в переходном турнире и вышли в Первую лигу. В последующие три сезона лиги ярославцы занимали 8-е, 6-е и 7-е места. В сезоне 1986/87 команда стала чемпионами Первой лиги, после чего ярославцы выиграли переходный турнир и оказались в числе сильнейших команд страны — в Высшей лиге чемпионата СССР.

### Закрепление клуба в высших чемпионатах и первые титулы (1987—2008)
В первых двух сезонах на высшем уровне «Торпедо» занимало 11-е места из 14 и вынуждено было участвовать в переходных турнирах, в которых занимало 2-е и 3-е места, оставшись на высшем уровне. В последующих двух сезонах ярославская команда выходила во второй этап чемпионата, где занимала 7-е места из 15 и 16 соответственно. В сезоне 1991/92 ярославцы вновь не попали во второй этап чемпионата — в последний раз в своей истории. В 1989 году был образован хоккейный клуб, президентом которого стал бывший хоккеист ярославцев Юрий Николаевич Яковлев.
В 1992—1996 годах «Торпедо» под руководством Сергея Николаева участвовало в открытом чемпионате России — чемпионате Межнациональной хоккейной лиги. Все 4 сезона команда выходила в плей-офф, однако пройти дальше 1/4 финала не могла.
В первом после расформирования МХЛ сезоне 1996/97 «Торпедо» под руководством Петра Воробьёва стало чемпионом России, обыграв в финале тольяттинскую «Ладу». Таким образом, ярославцы прервали гегемонию в российском хоккее московского «Динамо» и тольяттинской «Лады».
| Чемпионы России 1997 Торпедо (Ярославль) | Вратари: Олег Браташ, Егор Подомацкий, Радмир Фаизов Защитники: Алексей Амелин, Алексей Васильев, Илья Горохов, Михаил Доника, Сергей Жуков, Владимир Копать, Дмитрий Красоткин, Олег Полковников, Андрей Соболев Комиссаров, Олег Викторович, Медведев, Александр Юрьевич, Савенков, Андрей Владимирович, Чернов, Михаил Юрьевич Нападающие: Владимир Антипов, Александр Ардашев, Дмитрий Власенков, Сергей Горбачёв, Алексей Горшков, Анатолий Ковешников, Виталий Литвиненко, Роман Ляшенко, Александр Ниживий, Владимир Самылин, Андрей Скабелка, Алексей Трасеух, Сергей Чернявский, Денис Швидкий Лазарев, Евгений Вадимович, Меляков, Игорь Викторович, Перегудов, Константин Викторович, Тимкин, Алексей Викторович, Устюгов, Анатолий Алексеевич Главный тренер: Пётр Воробьёв |

После завоевания первого чемпионского титула ярославская команда уже считалась одним из фаворитов чемпионата и постоянно выходила в плей-офф.
В сезонах 1997/1998 и 1998/99 ярославцы под руководством Петра Воробьёва становились бронзовыми призёрами по итогам чемпионата. В 2000 году ярославский клуб сменил название на «Локомотив».
В октябре 2001 году у клуба появилась новая, гораздо более вместительная ледовая арена — «Арена 2000». В сезоне 2001/2002 под руководством чешского специалиста Владимира Вуйтека «железнодорожники» заняли первое место в регулярном чемпионате, а в плей-офф, не проиграв ни одного матча, дошли до финала, где обыграли казанский «Ак Барс», золотой гол в решающем матче в Казани забивает Мартин Штрбак, а Владимир Вуйтек становится первым главным тренером-иностранцем в истории российского хоккея, выигравшим чемпионство.
| Чемпионы России 2002 Локомотив (Ярославль) | Вратари: Андрей Малков, Егор Подомацкий Защитники: Алексей Амелин, Алексей Васильев, Илья Горохов, Денис Гребешков, Александр Гуськов, Сергей Жуков, Дмитрий Красоткин, Юрий Кузнецов, Андрей Соболев, Мартин Штрбак Нападающие: Владимир Антипов, Александр Ардашев, Антон Бут, Вячеслав Буцаев, Дмитрий Власенков, Павел Воробьёв, Андрей Коваленко, Сергей Королёв, Артём Крюков, Иван Непряев, Ян Петерек, Константин Руденко, Владимир Самылин, Александр Скугарев, Александр Суглобов, Иван Ткаченко, Вадим Шахрайчук Главный тренер: Владимир Вуйтек |

На следующий год, в сезоне 2002/2003, под руководством того же Вуйтека, «Локомотив» оформляет чемпионский дубль, взяв сначала первое место в регулярном чемпионате, а потом в финале плей-офф обыграв череповецкую «Северсталь». «Локо» нарушает многолетнюю «традицию» российского чемпионата по хоккею, когда один и тот же клуб не мог выиграть чемпионство два раза подряд.
| Чемпионы России 2003 Локомотив (Ярославль) | Вратари: Андрей Малков, Егор Подомацкий Защитники: Илья Горохов, Денис Гребешков, Алексей Васильев, Александр Гуськов, Сергей Жуков, Евгений Королёв, Дмитрий Красоткин, Андрей Первышин, Радим Тесаржик, Карел Рахунек Нападающие: Владимир Антипов, Антон Бут, Вячеслав Буцаев, Юрий Буцаев, Дмитрий Власенков, Павел Воробьёв, Константин Глазачев, Андрей Коваленко, Сергей Немчинов, Иван Непряев, Ян Петерек, Константин Руденко, Владимир Самылин, Иван Ткаченко, Григорий Шафигулин Главный тренер: Владимир Вуйтек |

В сезоне 2004—2005 в НХЛ произошёл локаут и в итоге сезон был отменён. В связи с этим в российскую Суперлигу приехало много игроков из североамериканских клубов.
«Локомотив» пополнили: Александр Карповцев («Чикаго Блэкхокс»), Карел Рахунек («Нью-Йорк Рейнджерс»),
Алексей Яшин («Нью-Йорк Айлендерс»), Пётр Счастливый («Анахайм Майти Дакс»), Игорь Королёв («Чикаго Блэкхокс»), Николай Антропов («Торонто Мейпл Лифс»).
В 1/4 финала «Локомотив» встретился с казанским «Ак Барсом», который усилился такими игроками как
первый номер драфта НХЛ 1998 года Венсан Лекавалье, Брэд Ричардс, Алексей Морозов, Дарюс Каспарайтис, Руслан Салей, Алексей Ковалёв,
первый номер драфта 2001 года Илья Ковальчук, второй номер драфта 2000 года Дэни Хитли, Денис Архипов, Алексей Житник, Микаэль Нюландер, Вячеслав Козлов, вратари Фрэд Брэтуэйт и Николай Хабибулин.
Несмотря на то, что многие ставили на победу «Ак Барса», «Локомотиву» удалось обыграть более «звёздный» казанский клуб 1:3 в серии (1:2, 3:4, 1:0 бул, 1:2) и выйти в полуфинал. Но в 1/2 финала ярославцы уступили «Ладе» Тольятти. В итоге «Локомотив» взял бронзовые медали чемпионата, обыграв за 3-е место «Авангард» Омск.
В последнем для Суперлиги чемпионате сезона 2007/2008 «Локомотив» дошёл до финала, где в упорной борьбе уступил чемпионство уфимскому «Салавату Юлаеву» и в итоге довольствовался серебряными медалями.

### Первые сезоны в КХЛ (2008—2011)

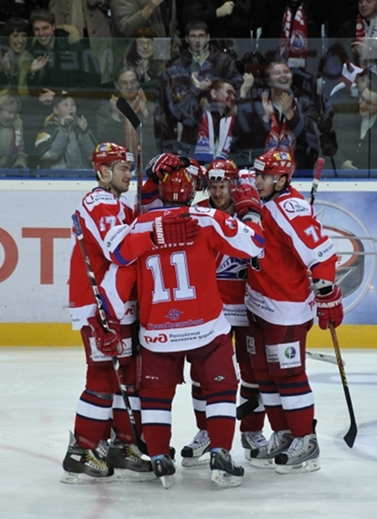
Первый сезон в КХЛ, 2009 год

В 2008 году «Локомотив» вошёл в состав участников Континентальной хоккейной лиги. В первом матче нового турнира за «Кубок Открытия», «Локомотив» в статусе вице-чемпиона России встречался с клубом «Салават Юлаев», взявшим весной золотые медали. Игра закончилась победой уфимцев со счётом 4:1. По итогам регулярного чемпионата клуб, ведомый Кари Хейккиля, с большим отрывом занял первое место в Дивизионе Харламова. В плей-офф «Локомотив» одержал победы над «Нефтехимиком», «Спартаком» и магнитогорским «Металлургом», однако в финальной серии уступил казанскому «Ак Барсу» (3:4 в серии). Один из лидеров команды Алексей Яшин вошёл в число 15 лучших бомбардиров сезона, а голкипер Георгий Гелашвили получил «Золотой шлем» и звание «Лучшего вратаря» по итогам сезона КХЛ 2008/2009.
Сезон 2009/2010 «Локомотив» начал с матча за «Кубок Открытия» с «Ак Барсом» и уступил в нём казанцам. После окончания регулярного чемпионата клуб занял 3-е место в своём дивизионе, но в плей-офф прошёл до финала Западной конференции (победы над «Атлантом» и «Спартаком»), где проиграл будущему серебряному призёру «ХК МВД». Повторить успех прошлых сезонов не помогла и смена главного тренера на Петра Воробьёва.
В сезоне чемпионата КХЛ 2010/2011 перед командой была поставлена задача взять Кубок Гагарина. Новым главным тренером был назначен финский специалист Кай Суикканен, который вследствие нестабильной игры команды в начале чемпионата был заменён в ноябре на Владимира Вуйтека. Вуйтек проповедовал ярко выраженный атакующий стиль игры, вследствие чего в конце регулярного чемпионата «Локомотив» занял второе место в Лиге по количеству забитых голов. По итогам регулярного чемпионата ярославцы заняли третье место в Лиге по очкам, уступив «Авангарду» и «Салавату Юлаеву», но при этом взяли первое место в Дивизионе Тарасова и со 108 набранными очками стали лучшими в Западной конференции. В плей-офф «Локомотив» добрался до финала Западной конференции, преодолев минское и рижское «Динамо», где потерпел поражение от «Атланта». В итоге в сезоне чемпионата КХЛ 2010/2011 «Локомотив» стал бронзовым призёром.
В межсезонье клуб провёл значительную ротацию состава: главным тренером был назначен канадский специалист Брэд Маккриммон, в другие клубы ушло 11 человек, в том числе хоккеисты, которые выступали много лет за клуб, такие как Алексей Михнов, Александр Гуськов, Константин Руденко, вместо которых были приглашены достаточно опытные хоккеисты Руслан Салей, Ян Марек, Стефан Лив, Карлис Скрастиньш и др. Готовиться к новому сезону ярославцы начали в Швейцарии. В рамках сбора команда обыграла «ЕХК Висп» 7:2 и «Амбри-Пиотту» 5:1, а в матче с «Берном» потерпела поражение с минимальным разрывом в счёте — 3:4. Затем подопечные Маккримона отправились на Кубок Латвийской железной дороги в Ригу, где в играх с «Атлантом», минским «Динамо» и решающем матче против «Нефтехимика» одержали сухие победы, взяв первый трофей сезона.

### Гибель команды

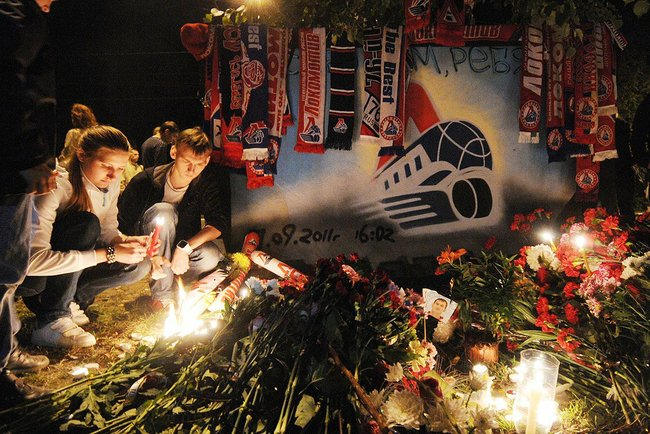
Стена памяти у Арены 2000

7 сентября 2011 года под Ярославлем сразу после взлёта с аэропорта «Туношна» потерпел катастрофу самолёт Як-42Д, перевозивший команду, которая направлялась в Минск на игру с местным «Динамо». На борту лайнера находилось 45 человек: 37 пассажиров и 8 членов экипажа. 43 человека погибли в результате столкновения самолёта с землёй. Хоккеист Александр Галимов скончался утром 12 сентября в Институте хирургии имени Вишневского. Выжить в катастрофе удалось лишь инженеру по эксплуатации Александру Сизову.
Среди погибших в момент катастрофы, помимо Галимова, находились игроки: Виталий Аникеенко, Михаил Баландин, Александр Васюнов, Йозеф Вашичек, Александр Вьюхин, Павол Демитра, Роберт Дитрих, Марат Калимулин, Александр Калянин, Андрей Кирюхин, Никита Клюкин, Стефан Лив, Ян Марек, Сергей Остапчук, Карел Рахунек, Руслан Салей, Карлис Скрастиньш, Павел Снурницын, Даниил Собченко, Иван Ткаченко, Павел Траханов, Юрий Урычев, Геннадий Чурилов, Максим Шувалов, Артём Ярчук; главный тренер Брэд Маккриммон; тренеры Игорь Королёв, Александр Карповцев и Николай Кривоносов; а также другие члены тренерского штаба: Юрий Бахвалов, Александр Беляев, Андрей Зимин, Евгений Куннов, Вячеслав Кузнецов, Владимир Пискунов и Евгений Сидоров.
По случайности на борту не оказалось двух человек, которые должны были отправиться в Минск вместе со всеми. Нападающий Максим Зюзякин и тренер вратарей Йорма Валтонен были оставлены в Ярославле.
Церемония прощания с погибшими в авиакатастрофе игроками, тренерами и сотрудниками «Локомотива» состоялась в «Арене 2000» 10 сентября.

### Возрождение команды
8 сентября 2011 года стало известно, что новый состав «Локомотива» согласился возглавить Пётр Воробьёв, работающий с молодёжной командой «Локо».
Первоначально рассматривались два варианта формирования состава новой команды: либо «Локомотив» продолжит выступление своим молодёжным составом, либо будет одна пятёрка из молодёжного состава «Локомотива» плюс хоккеисты из других клубов КХЛ. Однако 10 сентября было принято решение о том, что «Локомотив» не будет участвовать в сезоне 2011/12, а вернётся в состав КХЛ со следующего сезона.
В сезоне 2011/12 возрождённая команда играла в Высшей хоккейной лиге, начав выступление 12 декабря. Первым официальным матчем команды стал матч против «Нефтяника» из Альметьевска, в котором ярославцы одержали победу со счётом 5:1. Первый гол в составе возрождённого «Локомотива» забил Дмитрий Мальцев с передачи Даниила Апалькова и Максима Зюзякина. Команда сыграла в 22 играх и по проценту набранных очков заняла третье место в Западной конференции, попав в плей-офф. Соперником «Локомотива» по первому раунду плей-офф стал «ХК ВМФ» из Санкт-Петербурга. В упорной борьбе со счётом 3:2 дальше прошла ярославская команда. Следующим соперником был пензенский «Дизель». В пяти матчах победу одержала пензенская команда. По итогам сезона ярославцы решили оставить команду с названием «Локомотив» и в Высшей хоккейной лиге.

### Новая эра после возвращения в КХЛ (с 2012)
В сезоне 2012/2013 Петра Воробьёва сменил американский специалист Том Роу, а Воробьёв вернулся к руководству молодёжной командой в МХЛ. В первом же сезоне после возвращения в КХЛ «Локомотив» смог попасть в плей-офф по набранным очкам, но проиграл в 1/8 Кубка Гагарина череповецкой «Северстали».
19 сентября 2013 клуб объявил о расторжении контракта с Томом Роу из-за неудовлетворительных результатов. Главным тренером «Локомотива» вновь стал Пётр Воробьёв. 1 февраля Воробьёв ушёл в отставку по состоянию здоровья. Новым тренером команды стал канадский специалист Дэйв Кинг. В первом раунде плей-офф «Локомотив» произвёл сенсацию, обыграв в упорной борьбе действующего чемпиона московское «Динамо». В 1/2 финала Западной конференции в шести матчах со счётом 4:2 ярославцы одолели петербургский СКА, считавшийся фаворитом Кубка Гагарина, выйдя в финал конференции, имея восьмой номер посева. В финале конференции «Локомотив» уступил пражскому «Льву» в пяти матчах и по итогам чемпионата завоевал бронзовые медали.
В сезоне 2014/15 команду покинул главный тренер Дэйв Кинг, на его смену пришёл Шон Симпсон. Однако 30 сентября 2014 года Симпсон был уволен, и его место занял снова Кинг. В регулярном чемпионате ярославцы заняли шестое место в Западной конференции и попали в плей-офф на московское «Динамо» (2:4).
1 мая 2015 года ярославский клуб возглавил Алексей Кудашов. В первом сезоне под его руководством, «Локомотив» занял третье место в Западной конференции, а в плей-офф уступил в 1/8 финала петербургскому СКА (1-4 в серии). Во втором сезоне под руководством Кудашова ярославцы оказались четвёртыми на Западе, а в плей-офф выбыли в 1/4 от московского ЦСКА (2-4 в серии). 3 октября 2017 года контракт Локомотива с Алексеем Кудашовым был расторгнут по обоюдному согласию сторон.
4 октября 2017 года «Локомотив» назвал имя нового главного тренера. Им стал Дмитрий Квартальнов. Регулярный сезон 2017/2018 ярославцы закончили на 4-м месте в Западной конференции. В плей-офф 2018 года в 1/8 финала «Локомотив» обыграл нижегородское «Торпедо» (4-0), однако затем уступил петербургскому СКА (1-4 в серии). В регулярном чемпионате 2018/2019 «Локомотив» занял третье место на Западе. В плей-офф ярославцы сначала обыграли «Сочи» (4-2 в серии), а затем уступили петербургскому СКА (1-4 в серии).
После сезона 2018/19 руководство команды снова пригласило канадского главного тренера. Пост занял Крэйг Мактавиш, в прошлом финалист Кубка Стэнли с «Эдмонтоном», но который к тому моменту, правда, не работал в должности главного тренера 10 лет, и 7 лет не руководил командами вообще. Однако меньше чем через месяц после начала регулярного чемпионата «Локомотив» освободил Крейга Мактавиша от занимаемой должности. Исполняющим обязанности главного тренера был назначен Александр Ардашев. Меньше чем через месяц главным тренером стал Майк Пелино, ранее входивший в тренерский штаб Крейга Мактавиша.
С сезона 2020/21 тренером был Андрей Скабелка. В сентябре 2021 года тренером стал Игорь Никитин, ранее работавший в ЦСКА.
27 июля 2021 года было объявлено о принятии в Молодёжную хоккейную лигу новой команды из Ярославля — «Локо-76», которая будет выступать в Восточной конференции и будет играть в МФСК «Локомотив» и «Арене 2000».
В сезоне 2023/24 «Локомотив» впервые за 15 лет и после авиакатастрофы дошёл до финала Кубка Гагарина, уступив в нём магнитогорскому «Металлургу» с общим счётом в серии 0:4.
В сезоне 2024/25 «Локомотив» повторно дошёл до финала Кубка Гагарина, победив в нём челябинский «Трактор» с общим счётом в серии 4:1 и впервые в своей истории выиграв Кубок Гагарина. Автором «золотого» гола в овертайме пятого матча стал нападающий Максим Шалунов.
Список игроков и тренеров, ставших обладателями Кубка Гагарина 2025:
| Обладатели Кубка Гагарина 2025 Локомотив (Ярославль) | Вратари: Даниил Исаев, Алексей Мельничук, Максим Майоров Защитники: Александр Елесин, Рушан Рафиков, Никита Черепанов, Алексей Береглазов, Андрей Сергеев, Мартин Гернат, Дмитрий Симашев, Марк Ульев, Богдан Киселевич Нападающие: Максим Шалунов, Максим Берёзкин, Артур Каюмов, Александр Радулов, Егор Сурин, Георгий Иванов, Никита Кирьянов, Денис Алексеев, Даниил Бут, Байрон Фрейз, Рихард Паник, Павел Красковский, Степан Никулин, Александр Полунин, Даниил Тесанов, Илья Николаев Главный тренер: Игорь Никитин Тренеры команды: Дмитрий Красоткин, Дмитрий Юшкевич, Антон Бут, Антон Курьянов, Рашит Давыдов |

В составе родной команды Кубок Гагарина 2025 подняли над головой 17 воспитанников Ярославского хоккея.
11 июня 2025 года клуб объявил о том, что Игорь Никитин оставил пост главного тренера по собственной инициативе. Менее чем через месяц (5 июля 2025 года) «Локомотив» объявил о том, что новым главным тренером станет канадский специалист Боб Хартли. 29 июля 2025 года «Локомотив» представил полный тренерский штаб команды на сезон 2025/2026. В него, помимо Боба Хартли, вошли Дмитрий Красоткин, Дмитрий Рябыкин, Сергей Звягин, Андрей Малков, Георгий Кошель и Вячеслав Гусов.
3 августа 2025 года в Ярославле прошёл чемпионский парад, посвящённый победе в розыгрыше Кубка Гагарина. Команда на автобусе проехала от «Арены 2000» до Советской площади, где встретилась с болельщиками. Позже этим вечером в «Арене 2000» прошла официальная церемония награждения и чествования чемпионов. Игрокам были вручены чемпионские перстни и уменьшенные копии Кубка Гагарина.

## Список главных тренеров
- Аркадий Константинович Шестерин (1959—1963)
- Юрий Станиславович Трабут (1963—1964)
- Станислав Александрович Квасников (1964—1965)
- Борис Тихонович Кушталов (1965—1971)
- Юрий Георгиевич Очнев (1970—1971)
- Виталий Иванович Стаин (1971—1973)
- Николай Павлович Родин (1973—1977)
- Валентин Иванович Суровцев (1976—1980)
- Сергей Алексеевич Николаев (1980—1990)
- Альберт Петрович Данилов (1990—1991)
- Геннадий Николаевич Мыльников (1991—1992)
- Сергей Алексеевич Николаев (1992—1996)
- Пётр Ильич Воробьёв (1996—2001)
- Владимир Николаевич Крючков (2000—2001)
- Владимир Вуйтек (2001—2003)
- Владимир Владимирович Юрзинов—мл. (2003—2004)
- Владимир Николаевич Крючков (2003—2004)
- Юлиус Шуплер (2003—2004)
- Кари Хейккиля (2004—2005)
- Владимир Владимирович Юрзинов—ст. (2005—2006)
- Николай Константинович Борщевский (2006—2007)
- Пол Гарднер (2006—2007)
- Кари Хейккиля (2007—2010)
- Пётр Ильич Воробьёв (февраль—май 2010)
- Кай Суикканен (май—ноябрь 2010)
- Владимир Вуйтек (ноябрь 2010—апрель 2011)
- Брэд Маккриммон (29 мая 2011—7 сентября 2011) †
- Пётр Ильич Воробьёв (8 сентября 2011—апрель 2012)
- Том Роу (9 апреля 2012—19 сентября 2013)
- Пётр Ильич Воробьёв (сентябрь 2013—2 февраля 2014)
- Дэйв Кинг (3 февраля 2014—апрель 2014)
- Шон Симпсон (11 апреля 2014—30 сентября 2014)
- Дэйв Кинг (1 октября 2014—1 мая 2015)
- Алексей Николаевич Кудашов (1 мая 2015—4 октября 2017)
- Дмитрий Вячеславович Квартальнов (4 октября 2017—01 мая 2019)
- Крэйг Мактавиш (16 мая 2019—24 сентября 2019)
- Александр Аркадьевич Ардашев (24 сентября 2019—21 октября 2019)
- Майкл Пелино (21 октября 2019—20 мая 2020)
- Андрей Владимирович Скабелка (20 мая 2020—24 сентября 2021)
- Игорь Валерьевич Никитин (25 сентября 2021—11 июня 2025)
- Боб Хартли (5 июля 2025—н. в.)

| # | Страна        | Количество тренеров | Процент |
| - | ------------- | ------------------- | ------- |
| 1 | СССР / Россия | 20                  | 60,6 %  |
| 2 | Канада        | 7                   | 21,2 %  |
| 3 | Финляндия     | 2                   | 6,1 %   |
| 4 | Чехия         | 1                   | 3 %     |
| 4 | Словакия      | 1                   | 3 %     |
| 4 | Беларусь      | 1                   | 3 %     |
| 4 | США           | 1                   | 3 %     |
|   | Всего         | 33                  | 100 %   |

## Капитаны команды
- Андрей Тарасенко (1994—1995)
- Дмитрий Красоткин /  Андрей Скабелка (сокапитаны) (1996—1997)
- Дмитрий Красоткин (1997—2007)
- Алексей Кудашов (2007—2009)
- Иван Ткаченко (2009—2010)
- Карел Рахунек (2010—2011)
- Алексей Кручинин (2011—2012)
- Алексей Калюжный (2012—2013)
- Илья Горохов (2013—2015)
- Стаффан Кронвалл (2015—2020)
- Владимир Ткачёв (2020—2021)
- Алексей Марченко (2021—2022)
- Сергей Андронов (2022—2024)
- Александр Елесин (2024—н. в.)

## Достижения

#### Национальные
Чемпионат России / КХЛ
- Победитель (4): 1997, 2002, 2003, 2025
- Серебряный призёр (3): 2008, 2009, 2024
- Бронзовый призёр (6): 1998, 1999, 2005, 2011, 2014, 2017

Чемпионат РСФСР
- Серебряный призёр: 1967

Кубок Открытия
- Обладатель: 2024

Кубок Континента
- Обладатель: 2024/25

Кубок Западной конференции
- Обладатель: 2023/24, 2024/25

Кубок Гагарина
- Обладатель: 2025

#### Другие
- Мемориал Беляева: 1996
- Мемориал Ромазана: 1998, 2000, 2001
- Кубок Президента Республики Башкортостан: 2002, 2004, 2021
- Кубок Паюлахти[англ.]: 2002
- Кубок Латвийской железной дороги: 2010, 2011, 2017
- Финалист Континентального кубка: 2003
- Бронзовый призёр Кубка Шпенглера: 2003
- Кубок Минска: 2017
- Sochi hockey open: 2020
- Кубок Блинова: 2024

## Индивидуальные и командные призы
- «Лучшему клубу ПХЛ»: 1998, 2002, 2003, 2005.
- «Приз Всеволода Боброва»: 2002, 2003.
- «Приз справедливой игры»: 1994, 1995, 1996.
- «Приз за отвагу и дерзость»: 1987.
- «Приз имени Валентина Сыча»:

 Юрий Яковлев: 2002, 2003, 2009.
- «Лучшему тренеру»:

 Владимир Вуйтек: 2002.
 Игорь Никитин: 2025.
- «Золотой шлем»:

 Дмитрий Красоткин: 1995, 1997, 1998, 2001.
 Андрей Скабелка: 1997.
 Егор Подомацкий: 1997, 1998, 2002.
 Андрей Коваленко: 2002, 2003.
 Карел Рахунек: 2005.
 Алексей Яшин: 2008.
 Георгий Гелашвили: 2009.
 Кёртис Сэнфорд: 2014.
 Илья Горохов: 2014.
- «Золотая клюшка»:

 Андрей Коваленко: 2002, 2003.
 Алексей Яшин: 2008.
- «Лучшему снайперу»:

 Андрей Коваленко: 2002.
- «Самому результативному защитнику»:

 Дмитрий Красоткин: 1996.
 Александр Гуськов: 2003.
 Карел Рахунек: 2011.
- «Лучшему вратарю»:

 Егор Подомацкий: 1997, 1998, 2002, 2003.
 Георгий Гелашвили: 2009.
 Эдвард Паскуале: 2021.
 Даниил Исаев: 2024, 2025.
- «Мастеру плей-офф»:

 Андрей Коваленко: 2003.
 Збынек Иргл: 2008.
 Александр Радулов: 2025
- «Лучшему хоккеисту плей-офф»:

 Андрей Коваленко: 2003.
- «Лучшему новичку сезона»:

 Егор Подомацкий: 1997.
 Виталий Вишневский: 1999.
 Илья Коновалов: 2019
- «Железный человек»:

 Геннадий Чурилов: 2010.
 Иван Ткаченко: 2011.
- «Лучшему играющему ветерану-наставнику»:

 Алексей Амелин: 2002.
- «Джентльмен на льду»:

 Сергей Жуков: 2004, 2010.
 Дмитрий Красоткин: 2006.
 Алексей Васильев: 2007.
 Стаффан Крунвалль: 2016.
- «Приз Секунда»:

 Илья Горохов: 2006.
- «Богатырская атака»:

 Андрей Коваленко: 2003.
- "Приз зрительских симпатий «Хоккейный телегерой»:

 Егор Подомацкий: 2003.

## Индивидуальные и командные рекорды

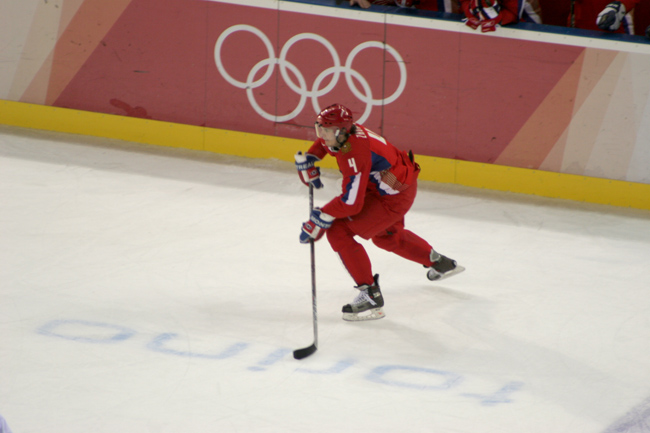
Сергей Жуков — 17 лет подряд выступал за клуб

Примечание: Учитывается статистика только высших чемпионатов СССР / СНГ / России.
Игроки
Наибольшее количество:
- проведённых сезонов за клуб:  Сергей Жуков,  Дмитрий Красоткин, 17
- игр:  Сергей Жуков, 912
- игр в плей-офф:  Сергей Жуков, 162
- очков:  Иван Ткаченко, 313
- очков среди защитников:  Дмитрий Красоткин, 214
- голов:  Владимир Самылин, 137
- голов среди защитников:  Александр Гуськов, 93
- голевых пасов:  Иван Ткаченко, 178
- голевых пасов среди защитников:  Дмитрий Красоткин, 152
- штрафных минут:  Дмитрий Красоткин, 682
- очков за один сезон:  Павол Демитра, 81
- очков за один сезон среди защитников:  Карел Рахунек, 59
- голов за один сезон:  Андрей Коваленко,  Йозеф Вашичек, 31
- голов за один сезон среди защитников:  Александр Гуськов,  Карел Рахунек, 19
- голевых пасов за один сезон:  Павол Демитра, 57
- голевых пасов за один сезон среди защитников:  Карел Рахунек, 40
- голов за одну игру:  Збынек Иргл,  Андрей Коваленко, 4
- игр среди вратарей:  Егор Подомацкий, 387
- «сухих» игр на «0» среди вратарей:  Егор Подомацкий, 62
- игрового времени за один сезон среди вратарей:  Георгий Гелашвили, 4104 минуты 41 секунда
- «сухого» игрового времени подряд на «0» за один сезон среди вратарей:  Алексей Мурыгин, 302 минуты 11 секунд

Команда
- Крупнейшая победа: Торпедо Ярославль — Тивали Минск 14:0 (1993/94)
- Крупнейшее поражение: Торпедо Ярославль — ЦСКА Москва 3:10 (1987/88)
- Наибольшая победная серия: 13 матчей (2015/16)
- Наибольшая проигрышная серия: 6 матчей (1987/88)
- Наибольшая беспроигрышная серия: 24 матча (2001/02)
- Наибольшая безвыигрышная серия: 8 матчей (1990/91)

Прочее
- Первый клуб Суперлиги, становившийся чемпионом два сезона подряд.
- Единственная команда в истории КХЛ выигравшая в одном сезоне (2024/25) 3 кубка: Кубок Открытия, Кубок Континента и Кубок Гагарина.
- Защитник «Локомотива» Алексей Васильев, начиная с сезона 2001/02, не пропустил ни одной игры клуба как в регулярных чемпионатах, так и в плей-офф до сезона 2008/09, что является абсолютным рекордом для игроков чемпионата России по хоккею — 479 игр подряд.

## Результаты выступлений
Результаты выступления в КХЛ

 И — количество проведённых игр, В — выигрыши в основное время, ВО — выигрыши в овертайме, ВБ — выигрыши в послематчевых буллитах, П — проигрыши в основное время, ПО — проигрыши в овертайме, ПБ — проигрыши в послематчевых буллитах, О — количество набранных очков, ШЗ — количество забитых шайб, ШП — количество пропущенных шайб, РС — место по результатам регулярного сезона. Цвет фона сезонов соответствует медалям по итогам чемпионата.
| Сезон   | И   | В   | ВО | ВБ | ПБ | ПО | П   | О    | ШЗ   | ШП   | РС | Плей-офф |
| ------- | --- | --- | -- | -- | -- | -- | --- | ---- | ---- | ---- | -- | --- |
| 2008/09 | 56  | 32  | 2  | 2  | 4  | 3  | 13  | 111  | 175  | 111  | 3  | Выиграли в 1/8 финала: 3-1 (Нефтехимик) Выиграли в 1/4 финала: 3-0 (Спартак) Выиграли в 1/2 финала: 4-1 (Металлург Мг) Проиграли в финале: 3-4 (Ак Барс) |
| 2009/10 | 56  | 26  | 3  | 2  | 4  | 4  | 17  | 96   | 163  | 132  | 7  | Выиграли в 1/8 финала: 3-1 (Атлант) Выиграли в 1/4 финала: 4-2 (Спартак) Проиграли в 1/2 финала: 3-4 (ХК МВД)                                            |
| 2010/11 | 54  | 33  | 1  | 1  | 4  | 1  | 13  | 108  | 202  | 143  | 2  | Выиграли в 1/8 финала: 4-3 (Динамо Мн) Выиграли в 1/4 финала: 4-1 (Динамо Р) Проиграли в 1/2 финала: 2-4 (Атлант)                                        |
| 2011/12 | -   | -   | -  | -  | -  | -  | -   | -    | -    | -    | -  | Не принимали участие в сезоне КХЛ |
| 2012/13 | 52  | 24  | 2  | 8  | 0  | 0  | 18  | 92   | 131  | 121  | 8  | Проиграли в 1/8 финала: 2-4 (Северсталь) |
| 2013/14 | 54  | 23  | 2  | 3  | 4  | 1  | 21  | 84   | 109  | 103  | 15 | Выиграли в 1/8 финала: 4-3 (Динамо М) Выиграли в 1/4 финала: 4-2 (СКА) Проиграли в 1/2 финала: 1-4 (Лев Прага)                                           |
| 2014/15 | 60  | 24  | 4  | 4  | 7  | 2  | 19  | 97   | 155  | 143  | 10 | Проиграли в 1/8 финала: 2-4 (Динамо М) |
| 2015/16 | 60  | 37  | 2  | 4  | 2  | 0  | 15  | 125  | 155  | 94   | 2  | Проиграли в 1/8 финала: 1-4 (СКА) |
| 2016/17 | 60  | 32  | 1  | 3  | 3  | 3  | 18  | 110  | 163  | 130  | 4  | Выиграли в 1/8 финала: 4-1 (Динамо Мн) Выиграли в 1/4 финала: 4-2 (ЦСКА) Проиграли в 1/2 финала: 0-4 (СКА)                                               |
| 2017/18 | 56  | 26  | 6  | 3  | 1  | 2  | 18  | 99   | 148  | 129  | 5  | Выиграли в 1/8 финала: 4-0 (Торпедо) Проиграли в 1/4 финала: 1-4 (СКА)                                                                                   |
| 2018/19 | 62  | 34  | 3  | 3  | 1  | 5  | 16  | 86   | 159  | 118  | 4  | Выиграли в 1/8 финала: 4-2 (Сочи) Проиграли в 1/4 финала: 1-4 (СКА)                                                                                      |
| 2019/20 | 62  | 25  | 4  | 5  | 2  | 3  | 23  | 73   | 170  | 151  | 11 | Проиграли в 1/8 финала: 2-4 (Йокерит) |
| 2020/21 | 60  | 30  | 5  | 3  | 2  | 5  | 15  | 83   | 181  | 126  | 5  | Выиграли в 1/8 финала: 4-0 (Йокерит) Проиграли в 1/4 финала: 3-4 (ЦСКА)                                                                                  |
| 2021/22 | 47  | 19  | 3  | 1  | 3  | 6  | 15  | 55   | 113  | 103  | 11 | Проиграли в 1/8 финала: 0-4 (ЦСКА) |
| 2022/23 | 68  | 35  | 3  | 3  | 3  | 7  | 17  | 92   | 164  | 122  | 3  | Выиграли в 1/8 финала: 4-1 (Витязь) Проиграли в 1/4 финала: 3-4 (ЦСКА)                                                                                   |
| 2023/24 | 68  | 34  | 8  | 2  | 4  | 1  | 19  | 93   | 174  | 139  | 3  | Выиграли в 1/8 финала: 4-1 (ЦСКА) Выиграли в 1/4 финала: 4-3 (Авангард) Выиграли в 1/2 финала: 4-0 (Трактор) Проиграли в финале: 0-4 (Металлург Мг)      |
| 2024/25 | 68  | 39  | 6  | 4  | 1  | 3  | 15  | 102  | 191  | 122  | 1  | Выиграли в 1/8 финала: 4-0 (Торпедо) Выиграли в 1/4 финала: 4-3 (Авангард) Выиграли в 1/2 финала: 4-1 (Салават Юлаев) Выиграли в финале: 4-1 (Трактор)   |
| Всего   | 888 | 439 | 52 | 48 | 44 | 41 | 257 | 1417 | 2394 | 1868 |    | |

## Состав

### Тренерский штаб
| Должность                 | Имя               | Страна      | Дата рождения             | В должности |
| ------------------------- | ----------------- | ----------- | ------------------------- | ----------- |
| Главный тренер            | Боб Хартли        | Флаг Канады | 9 сентября 1960 (64 года) | с 2025 года |
| Помощник главного тренера | Дмитрий Красоткин | Россия      | 28 августа 1971 (53 года) | с 2019 года |
| Помощник главного тренера | Дмитрий Рябыкин   | Россия      | 24 марта 1976 (49 лет)    | с 2025 года |
| Помощник главного тренера | Сергей Звягин     | Россия      | 17 февраля 1971 (54 года) | с 2025 года |
| Тренер вратарей           | Андрей Малков     | Россия      | 29 апреля 1973 (52 года)  | с 2025 года |
| Тренер по ФП              | Георгий Кошель    | Россия      | 3 февраля 1986 (39 лет)   | с 2025 года |
| Тренер-аналитик           | Вячеслав Гусов    | Беларусь    | 1 января 1985 (40 лет)    | с 2021 года |

### Игроки
| №          | Игрок              | Страна             | Хват    | Дата рождения             | Рост (см) | Вес (кг) | Контракт до      |
| Вратари    | Вратари            | Вратари            | Вратари | Вратари                   | Вратари   | Вратари  | Вратари          |
| ---------- | ------------------ | ------------------ | ------- | ------------------------- | --------- | -------- | ---------------- |
| 20         | Максим Майоров     | Россия             | Левый   | 13 июня 2004 (21 год)     | 201       | 115      | 31.05.2025 (ОСА) |
| 38         | Алексей Мельничук  | Россия             | Левый   | 29 июня 1998 (27 лет)     | 186       | 91       | 31.05.2026       |
| 92         | Даниил Исаев       | Россия             | Левый   | 7 января 2000 (25 лет)    | 183       | 78       | 31.05.2026       |
| Защитники  |                    |                    |         |                           |           |          |                  |
| 4          | Александр Елесин   | Россия             | Правый  | 7 февраля 1996 (29 лет)   | 181       | 89       | 31.05.2027       |
| 5          | Алексей Береглазов | Россия             | Левый   | 20 апреля 1994 (31 год)   | 194       | 93       | 31.05.2027       |
| 19         | Рауль Акмальдинов  | Россия · Казахстан | Правый  | 19 июня 2002 (23 года)    | 188       | 88       | 31.05.2026       |
| 25         | Алексей Кожевников | Россия             | Левый   | 20 августа 2002 (22 года) | 185       | 82       | 31.05.2026       |
| 28         | Мартин Гернат      | Словакия           | Левый   | 11 апреля 1993 (32 года)  | 193       | 93       | 31.05.2026       |
| 49         | Марк Ульев         | Россия             | Левый   | 6 февраля 2005 (20 лет)   | 170       | 69       | 31.05.2027       |
| 55         | Богдан Киселевич   | Россия             | Левый   | 14 февраля 1990 (35 лет)  | 184       | 93       | 31.05.2025 (НСА) |
| 73         | Никита Черепанов   | Россия             | Левый   | 19 ноября 1995 (29 лет)   | 190       | 96       | 31.05.2027       |
| 81         | Мак Холлоуэл       | Канада             | Правый  | 26 сентября 1998 (26 лет) | 177       | 80       | 31.05.2026       |
| 87         | Рушан Рафиков      | Россия             | Левый   | 15 мая 1995 (30 лет)      | 189       | 89       | 31.05.2027       |
| 93         | Даниил Мисюль      | Россия             | Левый   | 20 октября 2000 (24 года) | 191       | 85       | 31.05.2026       |
| 99         | Андрей Сергеев     | Россия             | Правый  | 26 марта 1991 (34 года)   | 178       | 92       | 31.05.2026       |
| Нападающие |                    |                    |         |                           |           |          |                  |
| 7          | Никита Кирьянов    | Россия             | Левый   | 7 мая 2002 (23 года)      | 197       | 89       | 31.05.2026       |
| 9          | Илья Николаев      | Россия             | Левый   | 26 июня 2001 (24 года)    | 181       | 83       | 31.05.2027       |
| 10         | Георгий Иванов     | Россия             | Левый   | 25 сентября 1998 (26 лет) | 185       | 90       | 31.05.2026       |
| 13         | Степан Никулин     | Россия             | Правый  | 17 марта 2001 (24 года)   | 181       | 90       | 31.05.2026       |
| 14         | Рихард Паник       | Словакия           | Левый   | 7 февраля 1991 (34 года)  | 187       | 92       | 31.05.2025 (НСА) |
| 16         | Артур Каюмов       | Россия             | Левый   | 14 февраля 1998 (27 лет)  | 182       | 82       | 31.05.2027       |
| 23         | Дмитрий Ябелов     | Россия             | Левый   | 29 октября 2003 (21 год)  | 178       | 73       | 31.05.2027       |
| 32         | Ярослав Лихачёв    | Россия             | Правый  | 2 сентября 2001 (23 года) | 181       | 80       | 31.05.2026       |
| 47         | Александр Радулов  | Россия             | Левый   | 5 июля 1986 (39 лет)      | 186       | 93       | 31.05.2026       |
| 51         | Байрон Фрейз       | Канада             | Правый  | 12 марта 1991 (34 года)   | 185       | 88       | 31.05.2026       |
| 63         | Павел Красковский  | Россия             | Левый   | 11 сентября 1996 (28 лет) | 194       | 95       | 31.05.2026       |
| 70         | Егор Сурин         | Россия             | Левый   | 1 августа 2006 (19 лет)   | 186       | 87       | 31.05.2027       |
| 72         | Максим Берёзкин    | Россия             | Правый  | 12 октября 2001 (23 года) | 192       | 96       | 31.05.2026       |
| 78         | Максим Шалунов     | Россия             | Левый   | 31 января 1993 (32 года)  | 192       | 92       | 31.05.2026       |
| 89         | Даниил Тесанов     | Россия             | Правый  | 2 августа 2001 (24 года)  | 190       | 93       | 31.05.2026       |
| 90         | Александр Полунин  | Россия             | Левый   | 25 мая 1997 (28 лет)      | 174       | 81       | 31.05.2026       |
| 91         | Денис Алексеев     | Россия             | Правый  | 1 октября 1997 (27 лет)   | 183       | 88       | 31.05.2027       |
| 97         | Александр Волков   | Россия             | Левый   | 9 апреля 2003 (22 года)   | 182       | 86       | 31.05.2026       |

### Персонал клуба
| Должность         | Имя               | Страна | Дата рождения             | В должности |
| ----------------- | ----------------- | ------ | ------------------------- | ----------- |
| Начальник команды | Олег Стальнов     | Россия | 8 марта 1974 (51 год)     | с 2007 года |
| Врач              | Владимир Рудычев  | Россия | 6 апреля 1979 (46 лет)    | с 2011 года |
| Врач              | Алексей Колтунов  | Россия | 11 мая 1983 (42 года)     | с 2012 года |
| Методист          | Александр Кулаков | Россия | 13 апреля 1984 (41 год)   | -           |
| Массажист         | Евгений Наумов    | Россия | 20 апреля 1980 (45 лет)   | с 2011 года |
| Массажист         | Григорий Саратов  | Россия | 5 августа 1985 (40 лет)   | -           |
| Массажист         | Руслан Леонтьев   | Россия | 11 января 1989 (36 лет)   | с 2015 года |
| Массажист         | Тимофей Абрамычев | Россия | 13 сентября 1998 (26 лет) | -           |
| Техник            | Максим Абрамычев  | Россия | 7 августа 1963 (62 года)  | с 2011 года |
| Техник            | Илья Абрамычев    | Россия | 30 декабря 1984 (40 лет)  | с 2012 года |
| Экипировщик       | Илья Андреев      | Россия | 25 мая 1990 (35 лет)      | с 2012 года |
| Статистик         | Дмитрий Кулаков   | Россия | 7 августа 1988 (37 лет)   | с 2011 года |

## Руководство клуба
| Должность                            | Имя                       | Страна | Дата рождения            |
| ------------------------------------ | ------------------------- | ------ | ------------------------ |
| Президент                            | Юрий Николаевич Яковлев   | Россия | 22 ноября 1957 (67 лет)  |
| Председатель правления               | Сергей Алексеевич Кобзев  | Россия | 9 июля 1964 (61 год)     |
| Генеральный менеджер                 | Юрий Викторович Лукин     | Россия | 23 апреля 1962 (63 года) |
| Директор по связям с общественностью | Евгений Николаевич Чуев   | Россия | 2 ноября 1976 (48 лет)   |
| Коммерческий директор                | Алексей Сергеевич Заборов | Россия | 8 июля 1982 (42 года)    |

## Пресс-служба клуба
| Должность                      | Имя               | Страна |
| ------------------------------ | ----------------- | ------ |
| Руководитель пресс-службы      | Александр Саханов | Россия |
| Пресс-атташе молодёжных клубов | Дмитрий Артёмов   | Россия |
| Менеджер социальных сетей      | Алёна Стецюк      | Россия |
| Фотограф                       | Павел Неелов      | Россия |

## Система клуба
В состав клуба входит СДЮШОР ХК «Локомотив» и СДЮШОР «Локомотив-2004», объединяющие одиннадцать разновозрастных команд, директор — Алексей Горшков. Клуб проводит Открытый чемпионат Ярославля среди детских команд, в котором участвуют дети со всей области и из соседних регионов.
В Чемпионате Молодёжной хоккейной лиги Ярославль представляет клуб «Локо». Он был создан в 2009 году на основе фарм-клуба «Локомотив-2».
В Первенстве Молодёжной хоккейной лиги (МХЛ-Б) клуб представлен командой «Локо-Юниор», которая была создана в 2013 году. Планировалось, что команда будет выступать в Рыбинске, втором по размеру городе Ярославской области, где в 2013-м на базе СДЮСШОР «Полёт» начала работать школа «Локомотив». Однако сезон 2013/2014 «Локо-Юниор» проводил в Ярославле. При этом не исключено, что команда НМХЛ начнёт выступать в Рыбинске, где домашней площадкой для неё в этом случае станет спорткомплекс «Полёт», открытый после реконструкции 2 сентября 2013 года.
В Высшей хоккейной лиге клуб был представлен командой «Локомотив ВХЛ» в сезонах 2011/2012 и 2012/2013, после авиакатастрофы основной команды из КХЛ. Оба сезона команду возглавлял Пётр Воробьёв. 26 апреля 2013 года было официально объявлено о расформировании команды.

## Инфраструктура

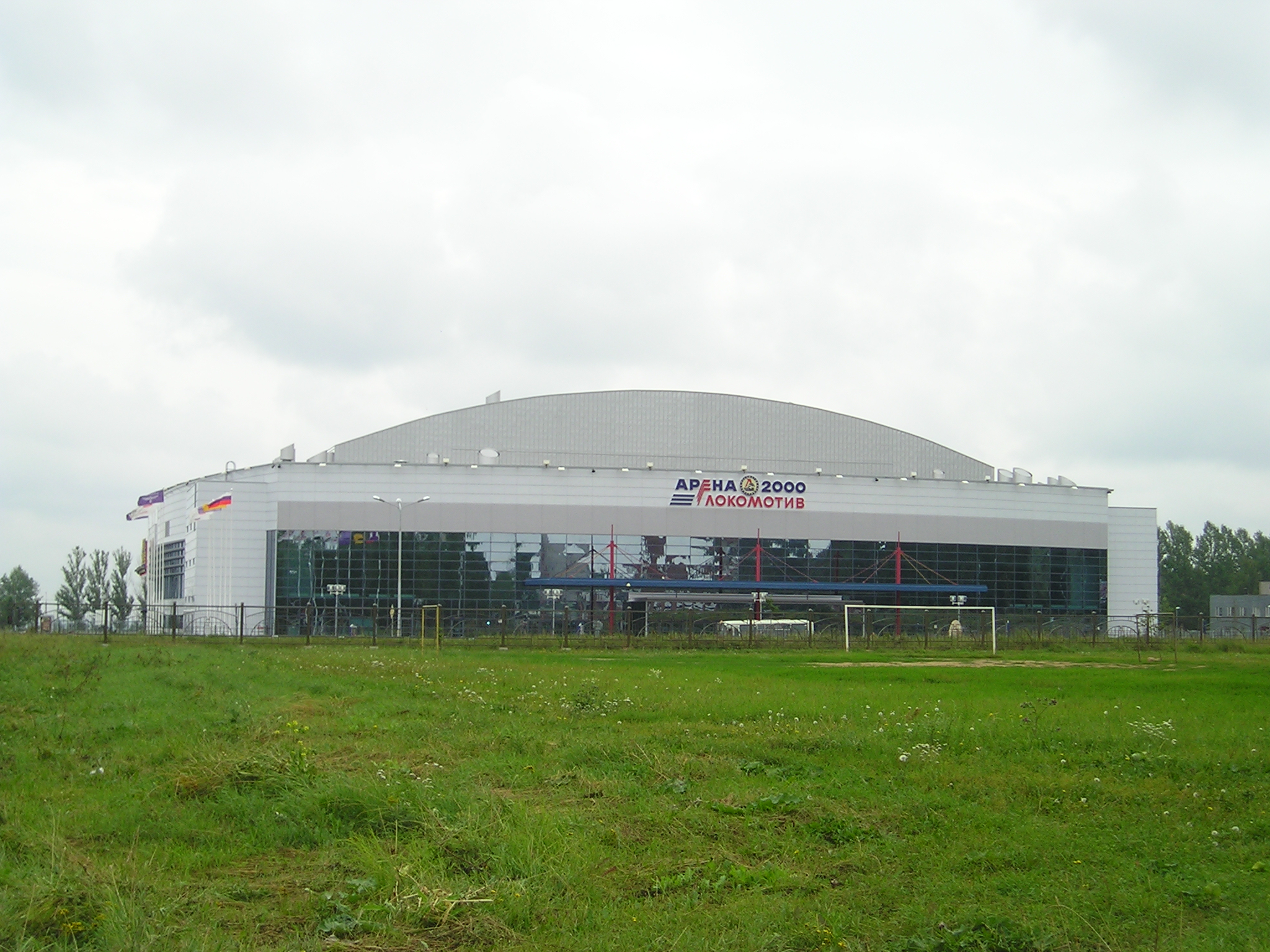
Арена-2000

Главным стадионом клуба является Универсальный культурно-развлекательный комплекс «Арена 2000. Локомотив» (ул. Гагарина, 15). Вместимость — 8905 человек. Общая площадь здания — 33 620 м². Размеры катка: 60×28 м. На арене проходят матчи Континентальной и Молодёжной хоккейных лиг, а также значительная часть тренировок. Строительство этого ледового дворца спорта было запланировано в Ярославле к чемпионату мира по хоккею 2000 года. И хотя чемпионат мира в 2000 году был проведён в Санкт-Петербурге, арену в Ярославле начали строить и возвели в рекордно короткие сроки. Уже 12 октября 2001 года на новой арене состоялся первый матч «Локомотив» — «Лада Тольятти». Автор первой исторической шайбы на новой арене — Алексей Акифьев.
Осенью 2009 года после длительной реконструкции открыт Дворец спорта «Торпедо» (бывший «Автодизель»). Трибуны на 700 человек. Во дворце тренируется молодёжная команда «Локо».
ДЮСШ «Локомотив-2004» базируется в спортивном комплексе «Локомотив», построенном в 2005 году. Трибуны на 200 мест. Юношеский и любительский хоккей в Ярославле базируется в Физкультурно-оздоровительных комплексах. Также у клуба имеются тренировочная база для основного состава и спортивный интернат для юных игроков.